# Toyota Wish
Toyota Wish (яп. トヨタ・ウィッシュ, Toyota Wisshu) — автомобіль, що випускався японським автовиробником Toyota з 2003 по 2017 рік. Компактний MPV зі стандартними трьома рядами сидінь і займав позицію між Corolla Spacio та Ipsum у лінійці мінівенів Toyota. У Японії він був доступний у дилерських центрах Toyota Netz.
Окрім Японії Wish також збирали в Таїланді (для Малайзії та Сінгапуру) і на Тайвані. Він також продавався в Гонконзі, куди був імпортований з Японії.
Wish був розроблений під кодовою назвою "760N" командою на чолі з головним інженером, на ім'я Takeshi Yoshida і був представлений публіці вперше на Токійському автосалоні в жовтні 2002 року (виставка комерційних автомобілів і Welcab Show), а потім запущений в Японії у січні 2003 року під час масштабної рекламної кампанії з японським співаком Хікару Утада. Телевізійна реклама містить її пісню Colours, яка збігається з випуском її нового синглу на компакт-диску. Автомобіль продавався під гаслом «Бажання здійснюються».
Під кодовими назвами ZNE10G (FWD) і ZNE14G (4WD) він використовує двигун 1,8 л 1ZZ-FE, що відповідає стандарту (JIS) 132 і 170 Н⋅м (125 фунт⋅фут) к.с. Він доступний лише з чотириступінчастим автоматом. Версія 2,0 L (під кодовою назвою ANE11W для шестимісної версії та ANE10G для семимісної версії) була випущена в березні 2003 року. Оснащений двигуном з прямим уприскуванням 1AZ-FSE, він має (JIS) 155 PS (114 кВт) і 192 Н·м (142 фунт·фут). Варіанти з двигуном 2.0 D-4 доступні тільки з коробкою передач CVT.
Toyota Wish також була випущена в Таїланді як модель місцевого складання в грудні 2003 року відповідно до тогочасної тенденції компактних MPV у Таїланді. У Таїланді Wish доступний у трьох комплектаціях, включаючи 2.0 S, 2.0 Q і 2.0 Q Limited (з люком), і дуже схожий на японську версію, за винятком кількох відмінностей:
- Моделі в усьому асортименті отримують крила 2.0Z.
- Стандартні 17-дюймові колеса в усьому асортименті (Того самого дизайну, що використовується на 2.0Z)
- Той самий двигун 2.0 1AZ-FE, що та ASEAN Camry замість 1AZ-FSE
- Без закритого скла (за винятком сірих імпортних варіантів)
- Шкіряна оббивка в стандартній комплектації на 2.0Q і 2.0Q Limited
- Задня підвіска на подвійних важелях повнопривідних моделей у Японії в Таїланді в стандартній комплектації встановлювалась на 2-колісні моделі. (без торсіонної балки задньої підвіски в тайській версії).

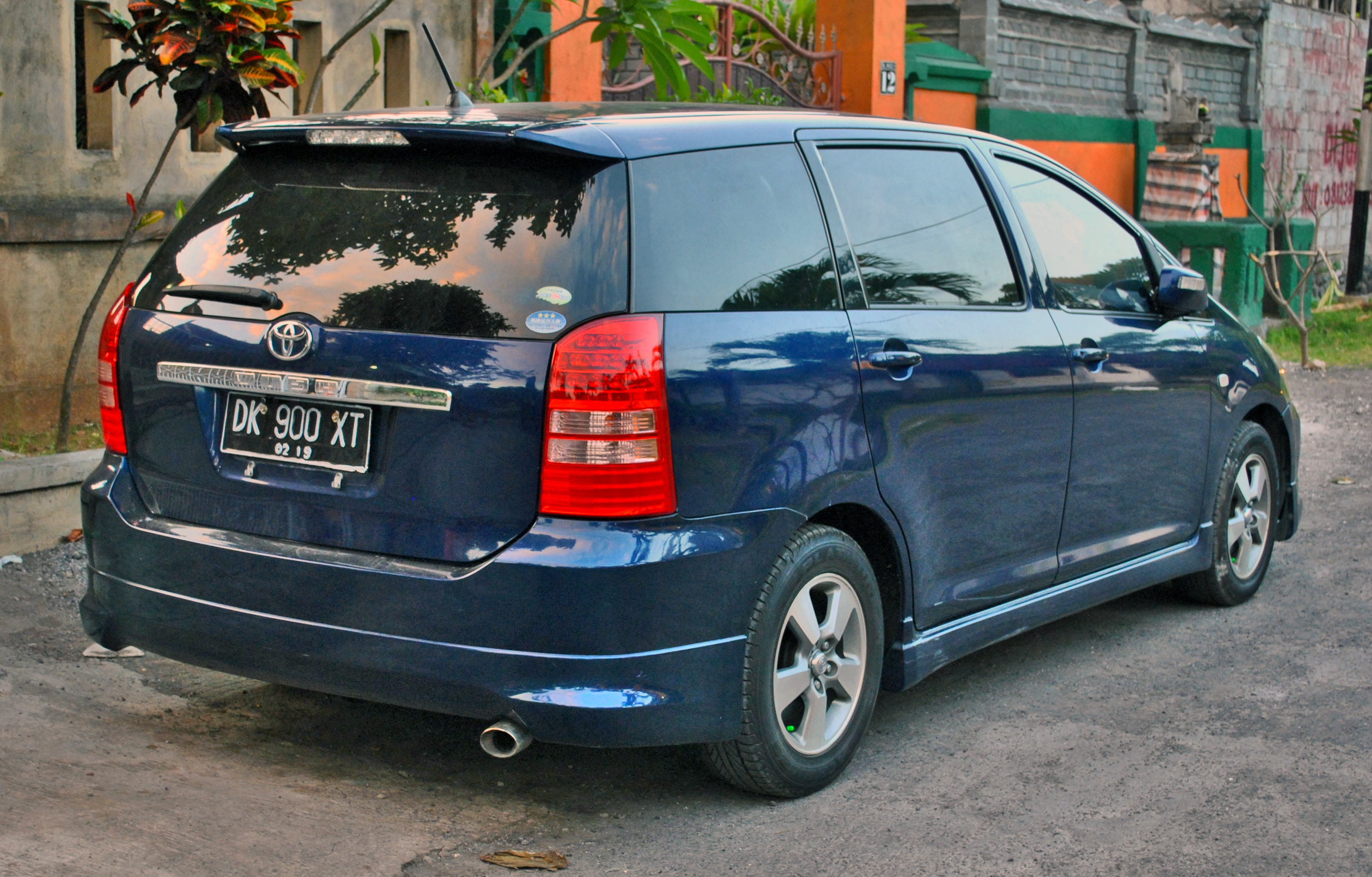
Попередній фейсліфнг Toyota Wish 1.8X "S Package"
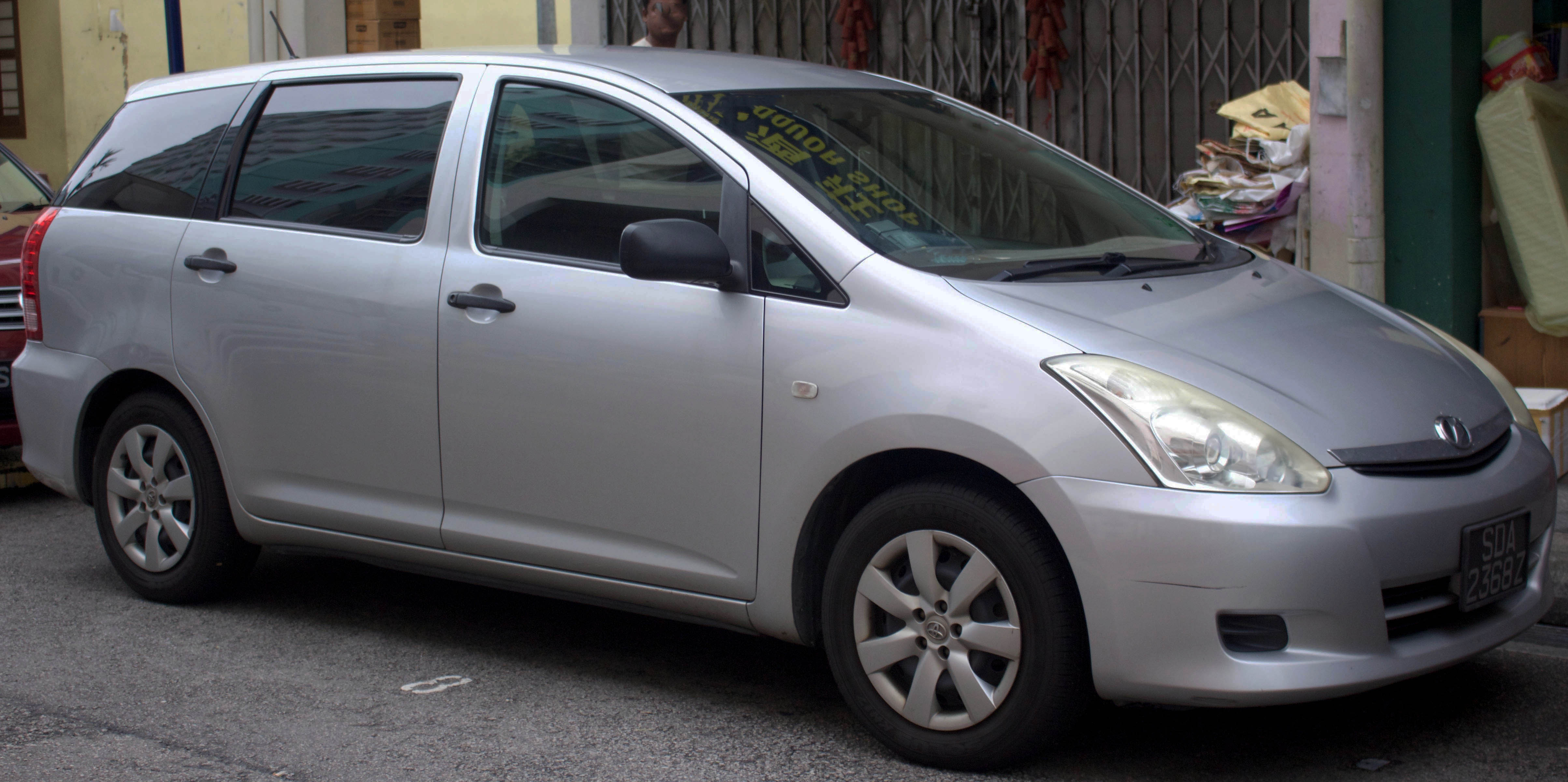
Фейсліфнг Toyota Wish 1.8X "E Package"
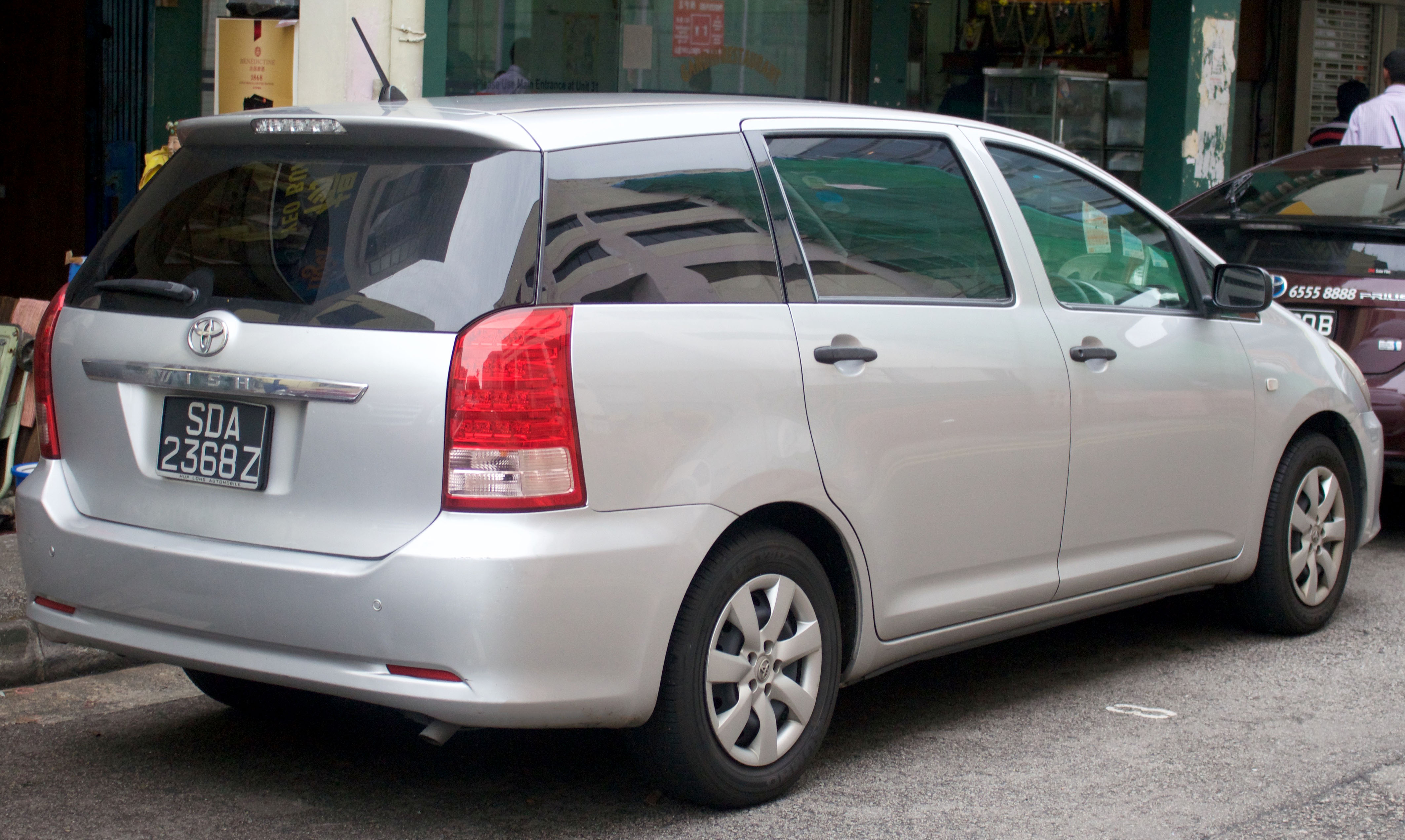
Фейсліфнг Toyota Wish 1.8X "E Package"
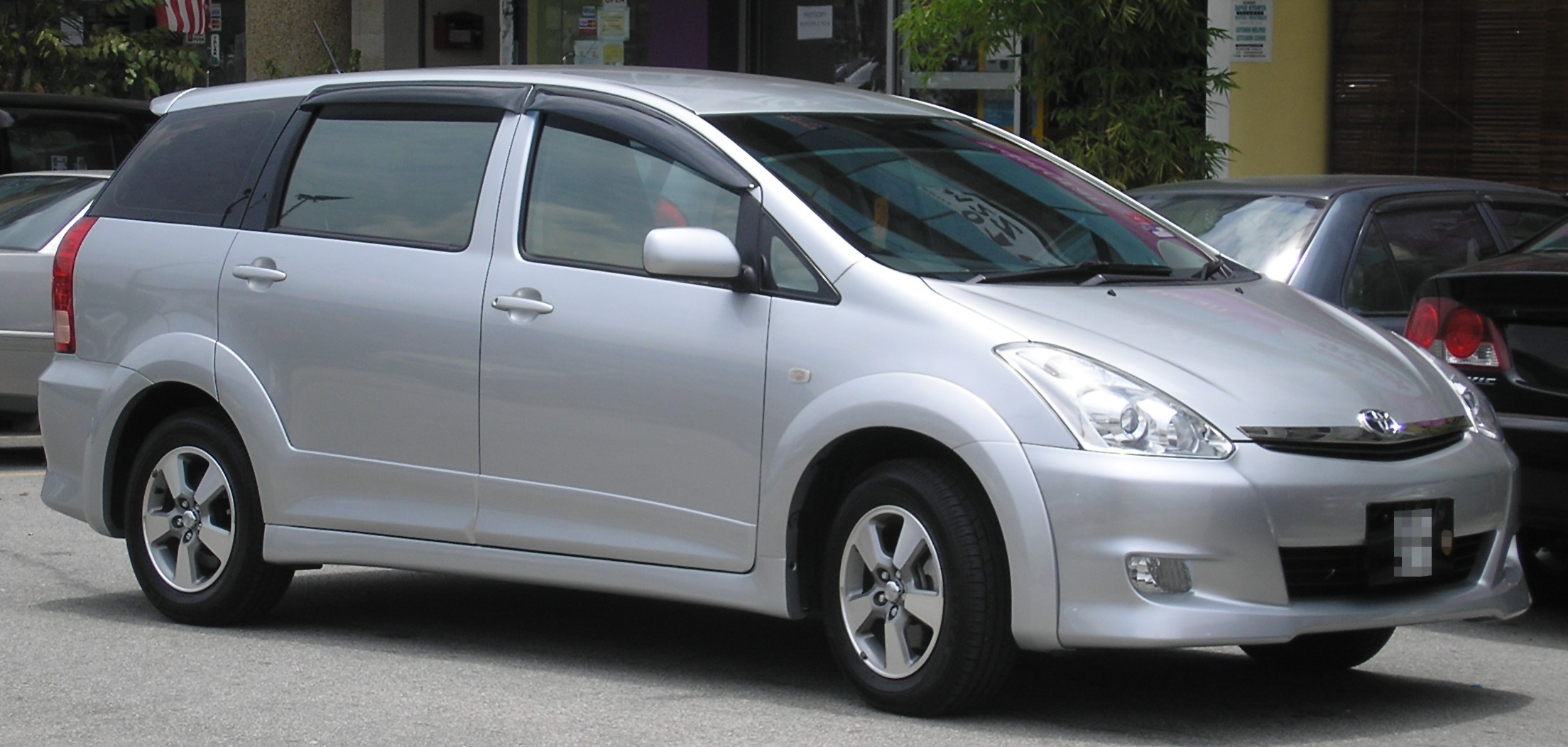
Фейсліфнг Toyota Wish 2.0Z
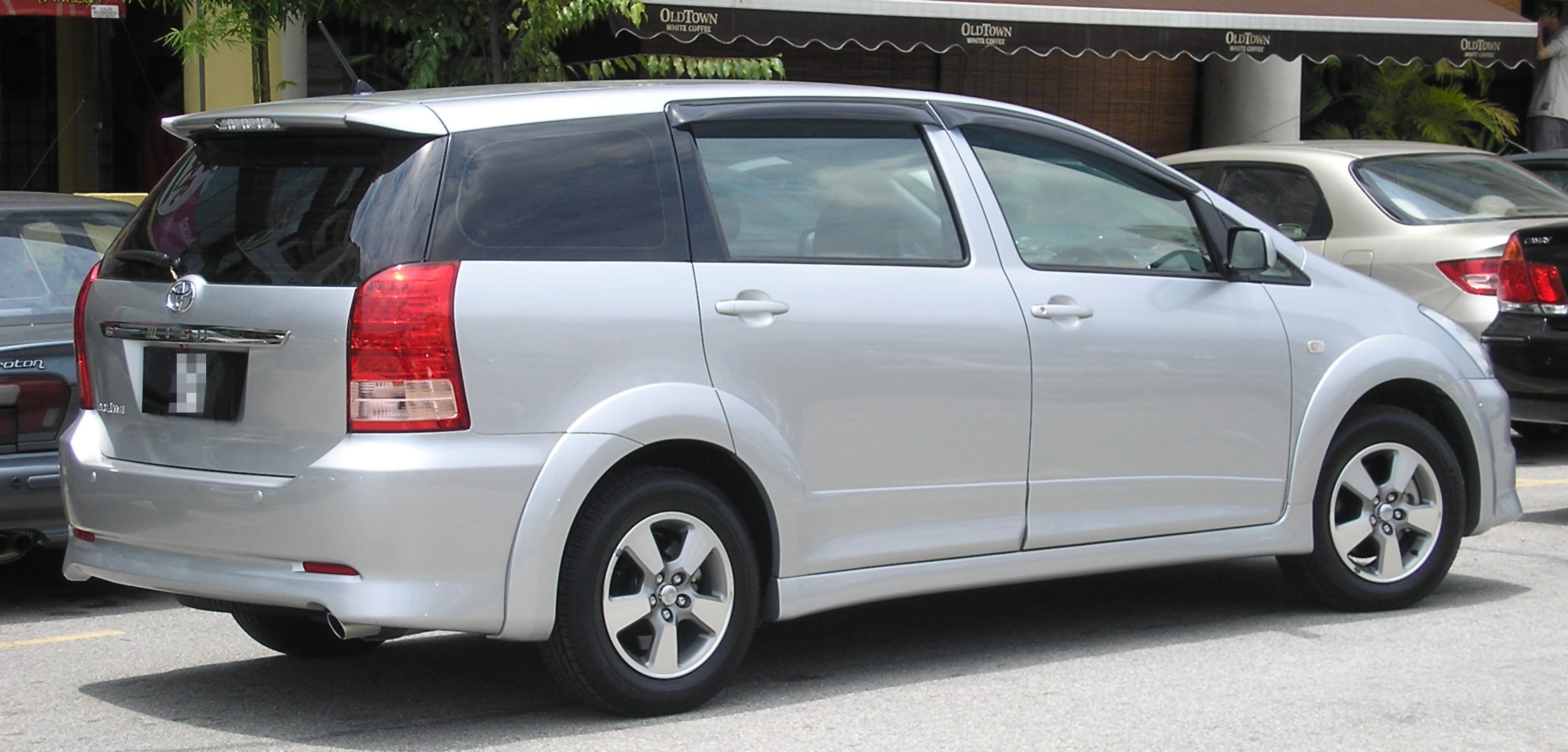
Фейсліфнг Toyota Wish 2.0Z
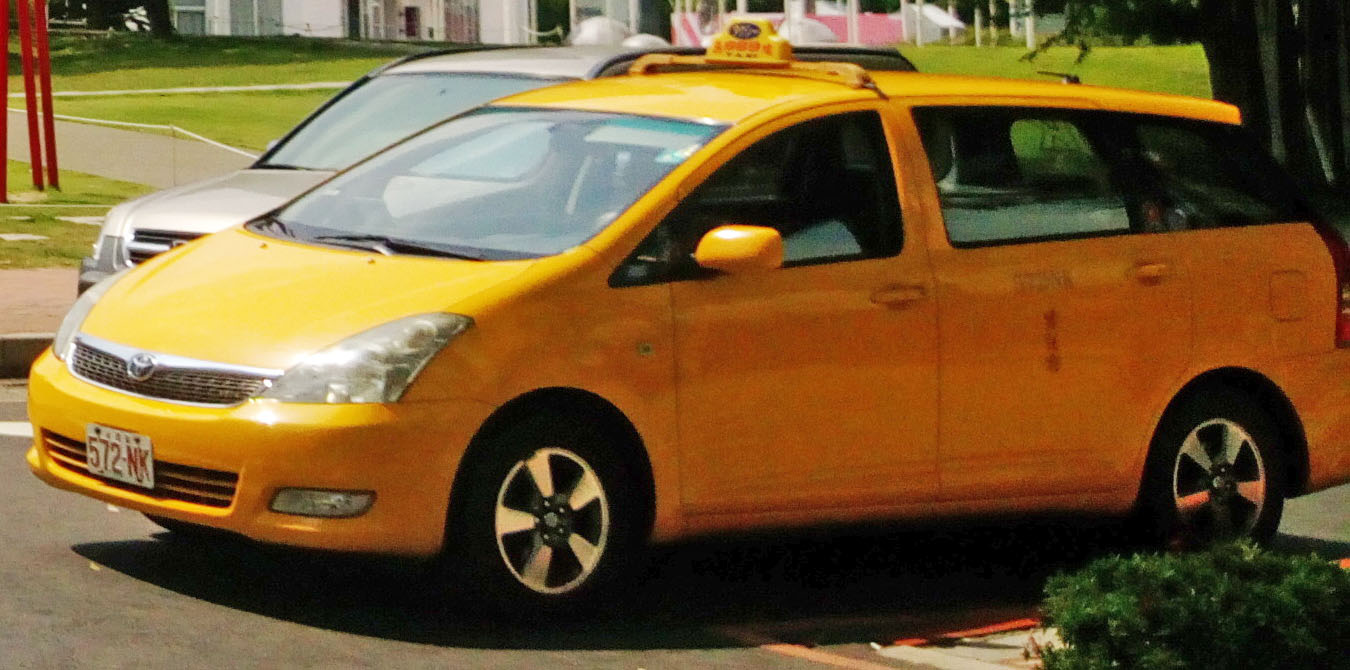
Toyota Wish для тайванського ринку до фейсліфтингу з іншим дизайном фар, решітки та бампера, в таксі
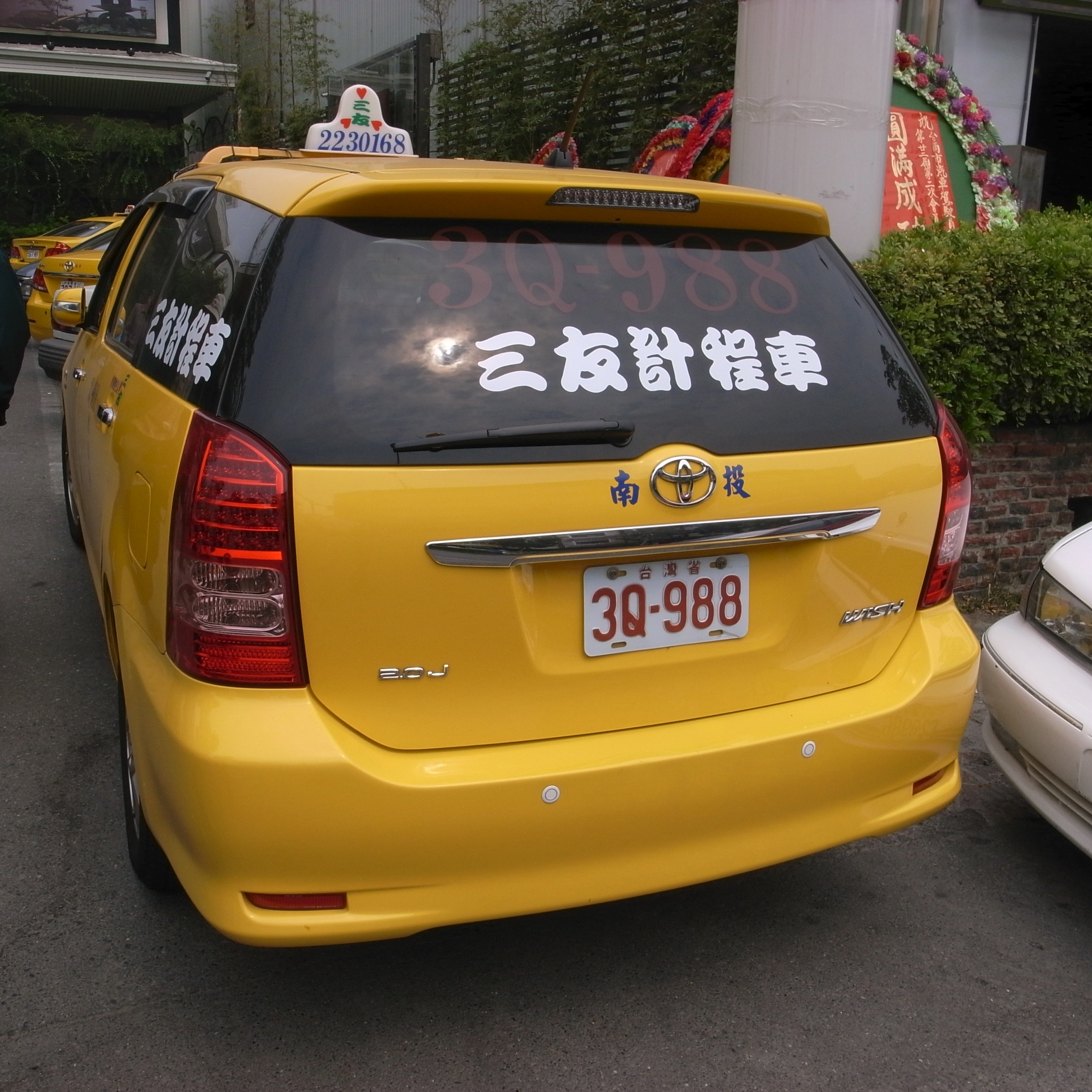
Toyota Wish 2.0J на тайванському ринку до фейсліфту з іншими задніми ліхтарями, емблемою та заднім бампером, в таксі
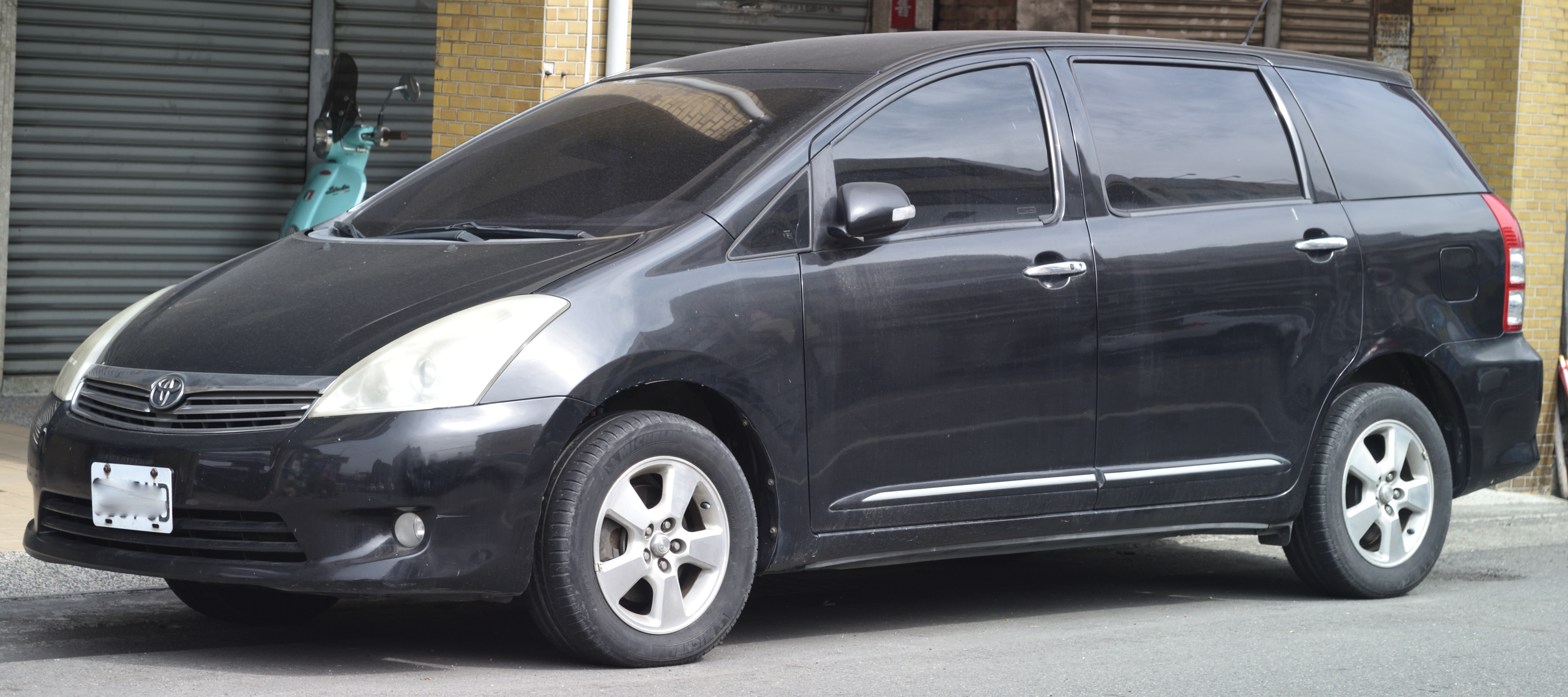
Toyota Wish для тайванського ринку до фейсліфтингу з іншим дизайном фар, решітки та бампера.
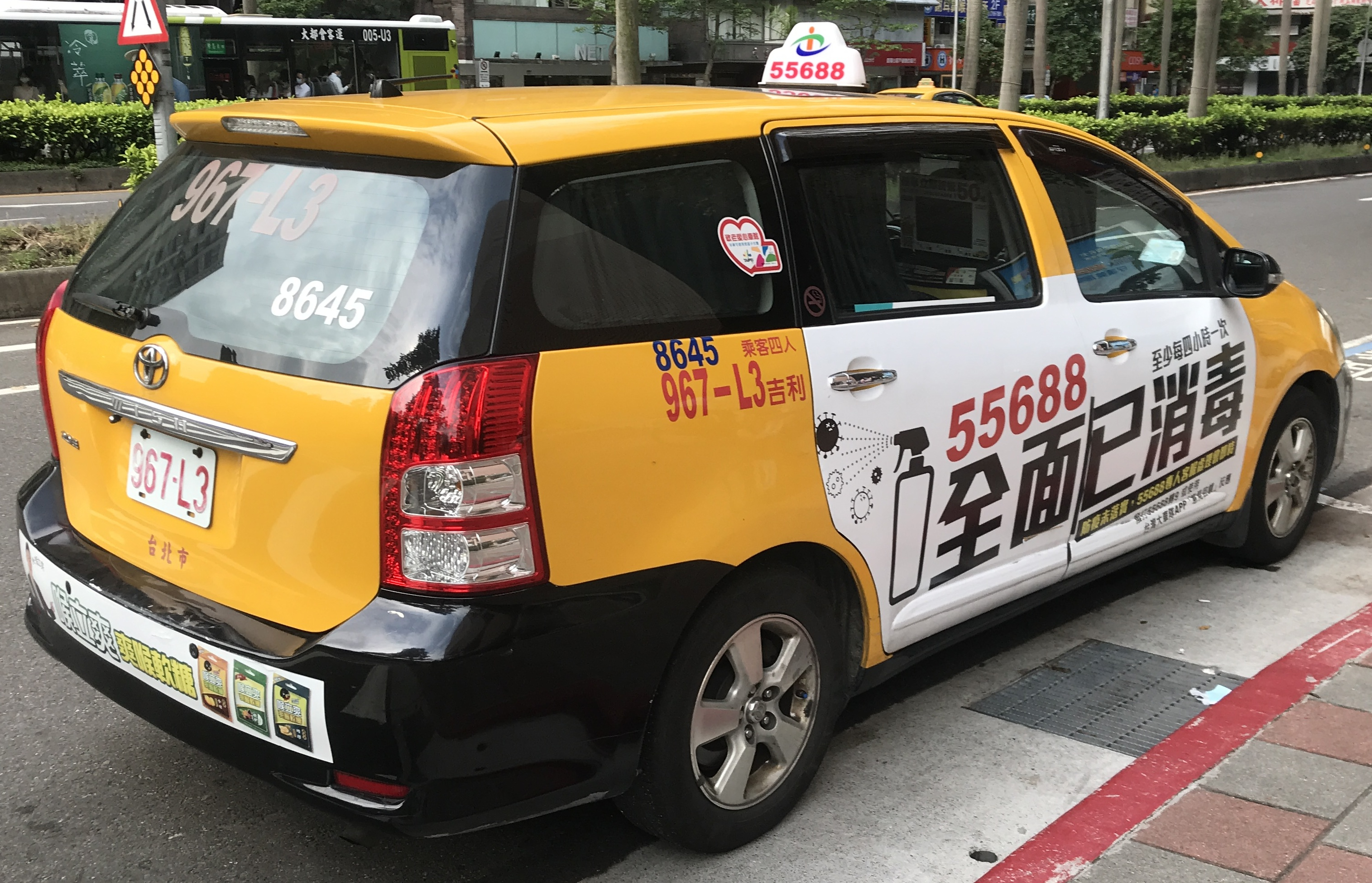
Toyota Wish на тайванському ринку до фейсліфту з іншими задніми ліхтарями, емблемою та заднім бампером, в таксі
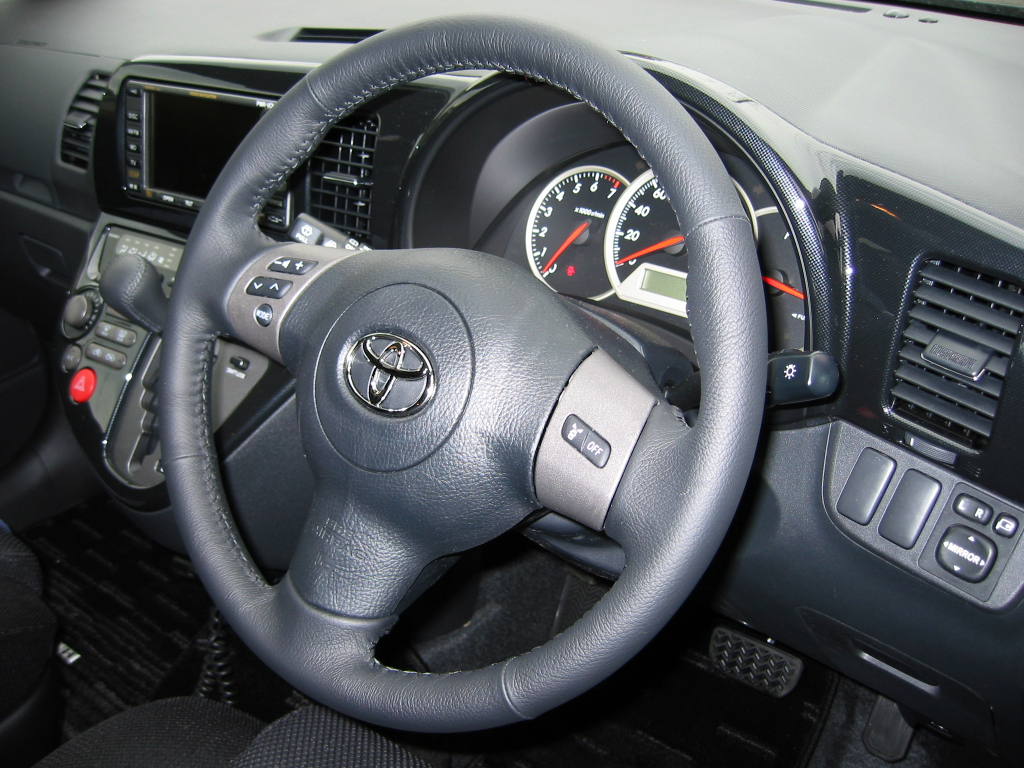
Інтер'єр

Друге покоління Wish доступне для японського ринку з березня 2009 року. Воно оснащене двигунами Toyota Dual VVT-i 2ZR-FAE і 3ZR-FAE. Усі моделі оснащені 7-ступінчастою трансмісією Super CVT-i від Toyota. Зовнішні розміри залишаються аналогічними попереднім поколінням, за винятком довжини, яка трохи збільшилася.
|                                         |
| Попередній фейсліфтінг Toyota Wish 1.8X |

|                                         |
| Попередній фейсліфтінг Toyota Wish 1.8X |

|                                         |
| Попередній фейсліфтінг Toyota Wish 2.0Z |

|                                         |
| Попередній фейсліфтінг Toyota Wish 2.0Z |

|                              |
| Фейсліфтінг Toyota Wish 1.8S |

|                              |
| Фейсліфтінг Toyota Wish 1.8S |

|              |
| інтер'єр RHD |